# Luciano Bausi
Luciano Bausi (Firenze, 14 giugno 1921 – Firenze, 20 febbraio 1995) è stato un politico e avvocato italiano.

## Biografia
Luciano Bausi nacque a Firenze il 14 giugno 1921. Dopo la laurea in giurisprudenza iniziò la professione forense; partecipò alla Seconda guerra mondiale. Iniziò la carriera politica nel 1960 come consigliere comunale dapprima indipendente delle liste della Democrazia Cristiana, successivamente militò definitivamente nelle sue file, divenendo assessore all'urbanistica e al patrimonio con i sindaci Giorgio La Pira, Lelio Lagorio e Piero Bargellini. Divenne sindaco di Firenze dal 1967 al 1974, periodo nel quale si trovò a dover gestire il difficile periodo del “dopo alluvione”.
Proseguì la sua carriera politica a livello nazionale, divenendo senatore nel 1976; nel 1979 venne rieletto e confermato nel 1983. Dal 1983 al 1987 fu sottosegretario al Ministero di Grazia e Giustizia, lasciando l'attività politica nel 1992. Durante il suo impegno parlamentare, partecipò alla stesura della legge sull'equo canone e a molte commissioni parlamentari: Commissione bicamerale di vigilanza del Parlamento, Commissione parlamentare d'inchiesta sul “caso Moro” e della bicamerale sul terrorismo in Italia, della Loggia P2, si interessò  al problema delle carceri (portò al carcere di Pianosa il Maggio Musicale Fiorentino e Madre Teresa di Calcutta); fu inoltre membro della Commissione di vigilanza sulla Rai Radio televisione; poco prima della sua morte fu nominato membro della Commissione che doveva indagare sul caso della Banca Nazionale del Lavoro di Atlanta (USA).
Nella città di origine fu molto attivo, al vertice di importanti sodalizi, come l'Unione Fiorentina di cui fu presidente per un ventennio dal 1975 e l'Antica Compagnia del Paiolo; fu presidente del Conservatorio delle Mantellate e della Accademia di belle arti fino alla sua scomparsa; inoltre si adoperò soprattutto negli ultimi anni per la costituzione in museo della Casa di Dante. Morì a Firenze il 20 febbraio 1995.

## Archivio
Il Fondo di Luciano Bausi è stato depositato dai figli presso l'Archivio di Stato di Firenze.